# ワンロマ
ワンロマとは、日本において、一般路線バスの車両の中で、高速バスおよび貸切バスとの兼用を考慮して一般路線バス用の車体・車台を使用した上で上質な座席を設置するなどの折衷仕様となっている車両である。この名称は「ワンマンロマンスカー」の略称または「ワンマンロマンスシート車」の略称とされる。事業者によって「貸切兼用車」や「高速兼用車」などと呼ばれる。
| 外観は一般路線車、中身は貸切車（富士急グループ） |  | 外観は一般路線車、中身は貸切車（富士急グループ） |
| 外観は一般路線車、中身は貸切車（富士急グループ） |  |                                                  |

## 概説
| 【外観比較】左：本来の貸切車（例） 右：兼用車 |  | 【外観比較】左：本来の貸切車（例） 右：兼用車 |
| 【外観比較】左：本来の貸切車（例） 右：兼用車 |  |                                               |

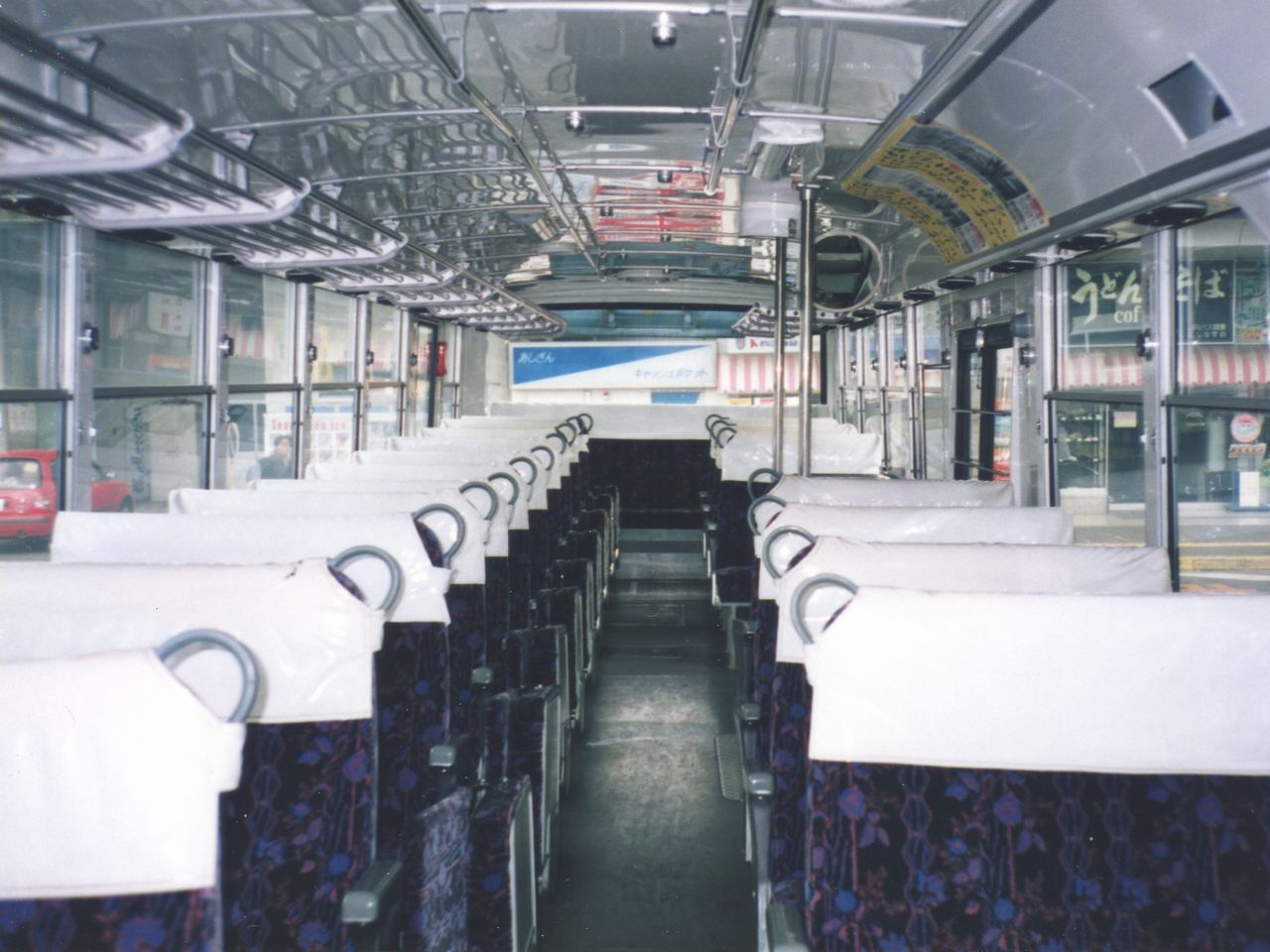
路線・貸切兼用車の車内（国鉄バス→JRバス関東） 通常の座席であるが、補助席が設置されている

ワンロマ車は高速路線・貸切バスと路線バスの双方に兼用できるようにした車両をいう。
「ワンロマ」は当時の京王帝都電鉄（現：京王電鉄バス）の兼用車（後述）に対する社内呼称が起源とされており、他社にも存在する同様の車両に対して趣味者が「ワンロマ」と呼び出した俗称である。語源は「ワンマン」と「ロマンスシート」を複合させたものである。
なお、「ワンロマ」が正式な社内呼称として使用されていたのは、京王帝都電鉄と富士急行の高速兼用車のみであるが、他にも旧国鉄バスではワンロマ様の車両を「半貸切仕様車（半貸）」と呼んだ例や、北海道中央バスでは郊外線用の中扉付ロマンスシート車を「中ロマ」と呼んでいる例がある。
国際興業バスではバスロケーションシステムを携帯端末より利用した際、当該車種が充当されている場合には「ノンステップ」などの車種を表示する欄に「ワンロマ」と表示される。

### 狭義のワンロマ
路線バスと貸切バスの仕様が大きく異なる事業者において、双方の中間的な仕様の車両に対して呼ばれる。
共通の仕様としては、以下のような点が挙げられる。
- 2つ以上の乗降扉を持つ
- リクライニングシート・ハイバックシート・補助席の全てまたはいずれかを装備
- マイクジャック、ステレオ、ビデオデッキなど車内娯楽用設備を全てまたはいずれかを装備（全て未装備の例もあり）
- 新製導入時からの仕様または路線車両からの改造車（貸切車からの格下車は対象外）
- 近年は、ETCや客席シートベルトなどの高速道路に対応した設備を装備（ETCが実用化される以前、および運転席・助手席以外のシートのシートベルト着用義務化以前は装備されていない）

したがって2箇所以上の扉を持ち、ハイバックシートであっても、これを標準装備とする事業者の車両については呼称の対象外となる。例えば淡路交通が所有する路線バスは全車が上記のほぼ全ての条件を満たすが、これが標準装備となっているため「ワンロマ」と呼ばれることはない。これは、この呼称の発祥の地である関東地方においては上記仕様の車両を標準で投入した事業者は皆無であったためである。ゆえに、主に関東地方南部の事業者が保有する車両に限定して適用される傾向にある。
逆に、地方都市の事業者で同様の事例が存在してもワンロマとは呼称しないことが多い。例えば、大分バスでは日野の路線車の一部に上記の仕様で新製されたものが存在して一般路線車との仕様差も大きいが、ワンロマとは呼ばれていない。また京都京阪バスではワンロマ車とは別にハイバックシート装備の路線・貸切兼用車両がかつて配置されていたが、これもワンロマとはしていない。
バス雑誌のバスジャパン・ハンドブックシリーズでも「ワンロマ仕様」という用語が使用されていることがあるが、これも関東地区の事業者において使用されている。

### 広義のワンロマ
「狭義のワンロマ」で記した共通の仕様を全て充たしているわけではないが、路線バス・貸切バスないし高速バスの兼用車をはじめとして、座席定員を多く確保した仕様など、通常の路線バス車両とは異なる仕様にしている車両について「ワンロマ」と呼ばれることがある（後述の富士急行「乗合デラックス」を「ワンロマ」と呼んでいたケースがある）。極端なケースでは、観光バススタイルの正面になっていても「ワンロマ」と呼ぶケースもある。
現在では、京王帝都電鉄バスで使用されていたワンロマ車が他社へ譲渡された際に「元ワンロマ車」として扱われ、その地方で類似仕様の車両を「ワンロマ仕様」と呼ぶケースもあるようである。この場合でも、貸切車からの格下車は対象外とされているケースが多い。

### 運用
| 深夜急行バスの車両が日中は一般路線に使用される例（京王バス） |  | 深夜急行バスの車両が日中は一般路線に使用される例（京王バス） |
| 深夜急行バスの車両が日中は一般路線に使用される例（京王バス） |  |                                                              |

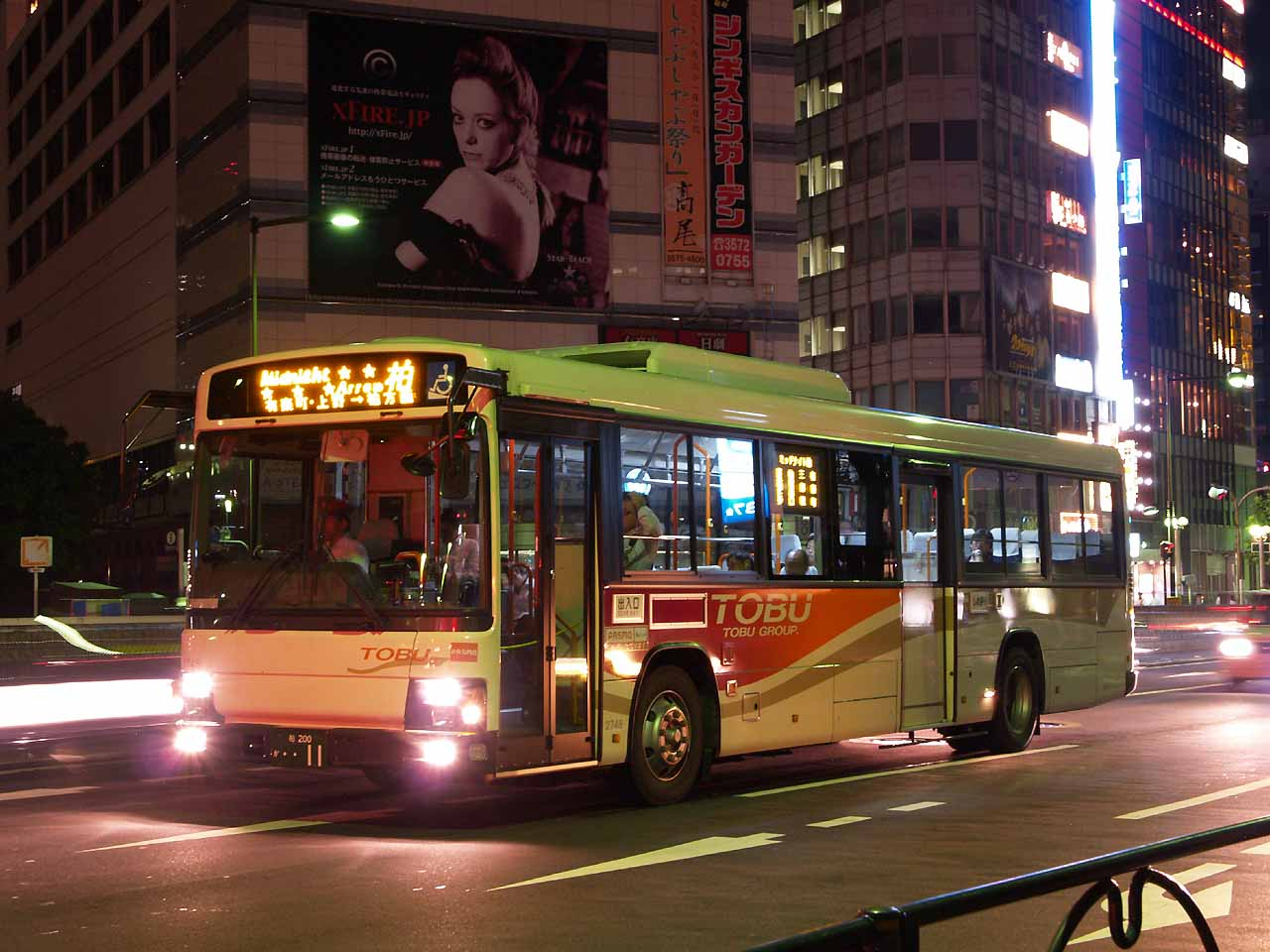
東武バスイーストのワンロマ車

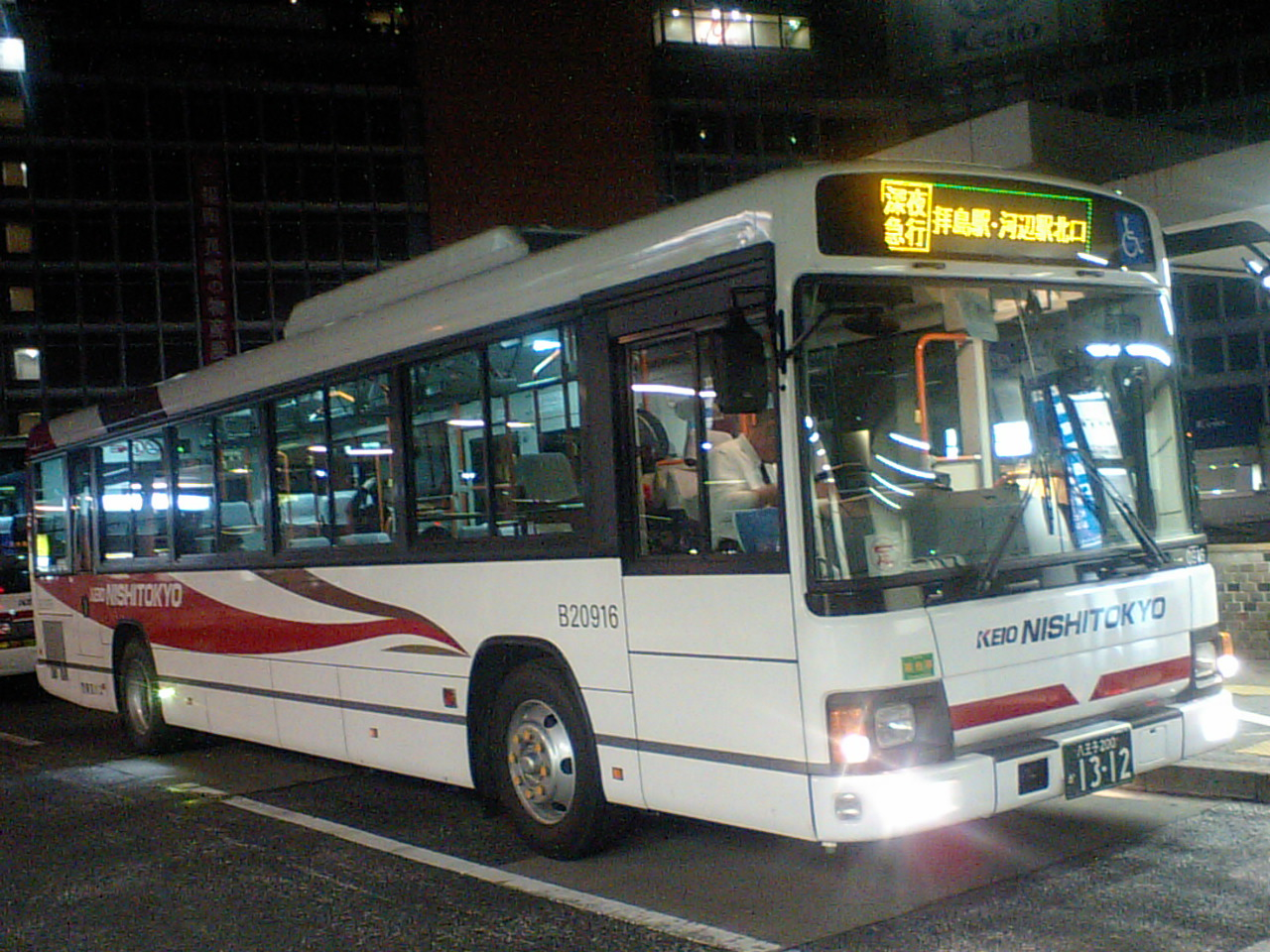
西東京バスのワンロマ車

いずれの車両も、路線バスとしての使用時には、着席時にはかなり快適であるが、逆に立席スペースが少なく、つり革なども少ないことから、混雑する路線向きではない。中途半端な面はあるものの、近年はバス乗客が減少しているため、ある程度の混雑であれば対応可能になってきていることから、サービスアップと車両運用の効率化が同時に図れるために導入されている。
また、貸切の経年車や高速バス・空港リムジン仕様車を使用することが多かった深夜急行バスも、近年の代替ではこのタイプの車両が新車投入されている。これは、バリアフリー法対応のためワンステップ車とし、中扉付近を折りたたみ席として車椅子スペースを設置する事を主な目的としている。その弊害で座席定員が減少しており、トイレ無しの貸切車や高速車なら補助席込みで55人または60人まで乗車できたのに対し、ワンステップのワンロマでは補助席込みで45 - 48人程度（車椅子乗車時は3 - 4人減）に抑えられている。関東地方では、後述の東急バスを皮切りに関東バス・国際興業バス・ちばグリーンバス・東武バス・西武バスの各社で導入されている。2007年6月には京王バス東に京王グループとして4代目となるワンロマ車が登場し、2009年には同グループの西東京バスに復活、新設された深夜急行バス2路線のうちの1路線にも導入された。
東武バスでは現在のところ（流用貸切を除けば）深夜急行専用だが、東急バスでは一般路線および新横浜駅 - 溝の口駅線（第三京浜道路経由）や五島育英会等の契約貸切に、国際興業、京王バス東、ちばグリーンバスでは一般路線、関東バスでは途中無停車の鷹34（三鷹駅北口 - 武蔵野大学）や急行便の湾01（吉祥寺〜お台場直行バス）への運用もある。また、相鉄バスでも深夜急行用に路線シャーシ、路線ボディの車両を導入しているが、こちらはツーステップのトップドアであり、これとは別に一般路線車両をベースにロマンスシートを装備し、一般路線の運用でも使用されるワンステップ車も在籍している。
そのほか、千葉海浜交通では3扉、千葉内陸バスでは前後扉の一般路線車にハイバックシートを取り付け、貸切対応に改造した車両が存在する。千葉海浜交通では貸切専用車として使用されていたが、新造の中型貸切車（日野メルファ）で代替された模様である。また、千葉内陸バスでは稼働率は少ないものの一般路線でも使用される。

## 路線・貸切兼用車

### 秋田市交通局（事業廃止）
秋田市交通局では、1980年に初めて路線・貸切兼用車を導入した。
導入理由としては、貸切車が不足し、小学校の遠足などに路線車が運用されていたが、普段市営バスを通学で利用している小学生から「いつもと同じ色はいやだ」との苦情を受けたことがきっかけである。当初の設備はシート数増大と、栓抜き等であった。
その後も、1985年・1992年に導入されたが、塗色は1980年・1985年車については市営バスの貸切カラーで、1992年にはデザイナーカラーで導入された。後年の秋田市の交通事業移管に伴う車両運用で、1992年式車は秋田中央交通に譲渡され、デザイナーカラーは消滅した。これに際し塗り替えられた。

### 常磐交通自動車（現：新常磐交通）

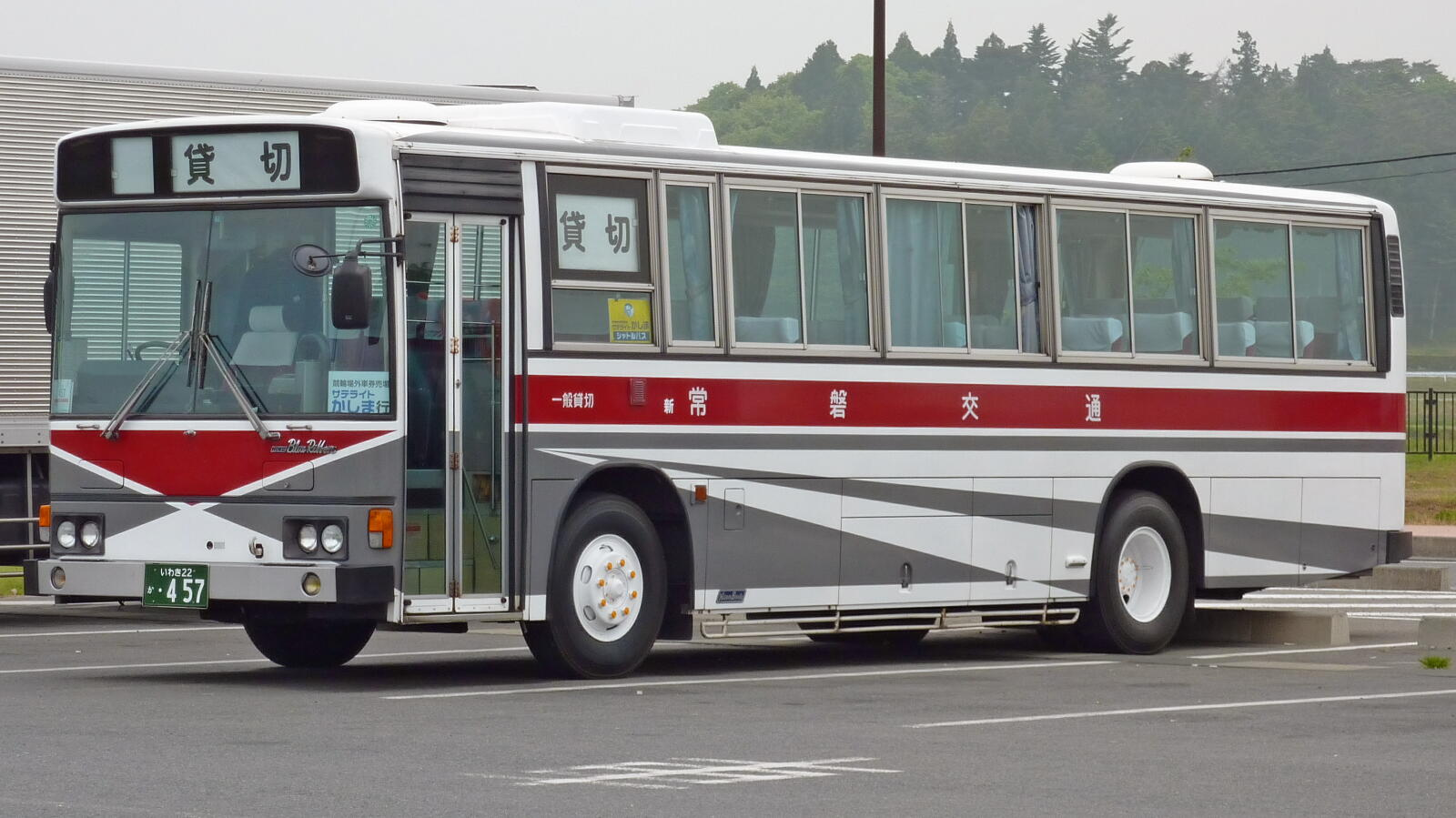
新常磐交通北営業所所属当時の路線・貸切兼用車（現在動向不明）

常磐交通自動車（現：新常磐交通）では、北営業所管内は閑散路線が多く、契約貸切による送迎輸送も行うことから所属車両は貸切車を転用した上で使用されていたが、老朽化したこともあり、1992年から貸切共通のトップドア大型・中型車を新車として導入し、その後いわき中央営業所にも導入された。車内はリクライニングシートを装備し、カラーは貸切車と共通だった。いわき中央営業所所属車は企業送迎専用車として現在も運行されているが、北営業所所属車は2011年に発生した福島第一原子力発電所事故に伴って全車両とも動向不明となっている。
また常磐交通自動車当時の自社発注車のうち、1990年代頃までの大型一般路線車には、補助席やマイクジャックの装備が標準的に実施されている。実際にこれを活かして小口の貸切輸送に利用されることもある。

### 東京急行電鉄（現：東急バス）
| 東急バスのワンロマ車 |  | 車内（いずれもTA285） |
| 東急バスのワンロマ車 |  | 車内（いずれもTA285） |

東京急行電鉄（現：東急バス）では、1986年より近距離の貸切用途も考慮したハイバックシート装備の車両を「ロマンス車」として導入した。1987年導入の車両では長尺の貸切マスクの車体にリクライニングシートを装備、本格的な貸切運用も考慮した車両となっていた。これは、京王の3代目ワンロマとほぼ同様の装備となる。これらの車両は通常の路線バスや休日の貸切バス仕業の他、深夜急行バスにも使用されていたが、既に廃車となって函館バス・草軽交通等に移籍している。
その後、深夜急行用車両は路線シャーシの観光ボディトップドア車が投入されたが、その後は路線ボディの前中扉ワンステップ車に戻っている。これらの車両は非リクライニングのハイバックシートになったが、主な用途が深夜急行と昼間の契約貸切であるため、過剰な設備を廃したと言える。しかしながら、深夜急行として使用した場合の居住性の悪さは如何ともし難いため、最新の増備車ではリクライニングシートに戻っている。外観は、金色のラインが配されていることが特徴である。また、東山田営業所には銀色の車体に緑色を纏い、車体側面に「TOKYU BUS Highway Liner」のロゴを入れた通勤高速バス用のワンロマ車も配置されていた（全車新羽営業所へ転出）。2008年から2015年までは新羽営業所にIKEA港北 - 田園調布駅間のシャトルバス用に塗装を青一色に「IKEA」のロゴを入れて改装されたワンロマ車も存在した。
2022年7月末をもって深夜急行が全路線廃止され、現在は新横溝口線に使用される車両以外は貸切輸送や教習などの用途で主に使用されている。また、廃車された車両の中には宗谷バスに移籍したものや移動式サウナ「サバス」に転用されたものもある。

### 相鉄バス
相鉄バスには、トップドアの深夜急行バス用の車両と、一般路線車両をベースとして座席を2人掛けロマンスシートとし、中扉を引き戸にした車両が在籍している。前者は横浜駅西口 - 海老名駅間の深夜急行バスと契約輸送（送迎バス）で主に使用され、塗装も独自のものになっているが、後者は一般路線でも使用されており、アイボリー地にグリーンとライトグリーンのラインを用いたスリートーンに、赤帯を入れて区別している。

### 西武バス
西武バスでは、路線車の内装をハイバックシートにした貸切兼用車が在籍している。部内では乗合用途以外にも対応するという意味で「用途外車」と呼称している。室内はシートベルト付二人掛けハイバックシートで、網棚も設置される他、関東ではめずらしいロールカーテンも装備している。外観上は他車とほとんど変わらないが、いくつかの相違点がある。中扉は全て引戸になっている。また、リアウィンドウ上部のバックカメラも標準装備である（ノンステップバス導入以後は通常の路線車でも装備されるようになった）。以前の車両には、前面窓下中央に札差しが設置されていて（通常、多摩地区・埼玉県の営業所所属車は原則として「後のり」表示を挿している）、23区均一料金区間運転および貸切使用時はレオマークが掲示されることがあった。ツーステップ車時代から一定数が在籍しているが、バリアフリー法施行後はワンステップ車で新造され（日野以外の国産大型3車種あり）、中扉付近は2人掛け折りたたみ席としている。座席数の多さや設備の良さから経年車はグループの西武観光バスをはじめ、地方の事業者に転出した例も多い。

### 川越観光バス

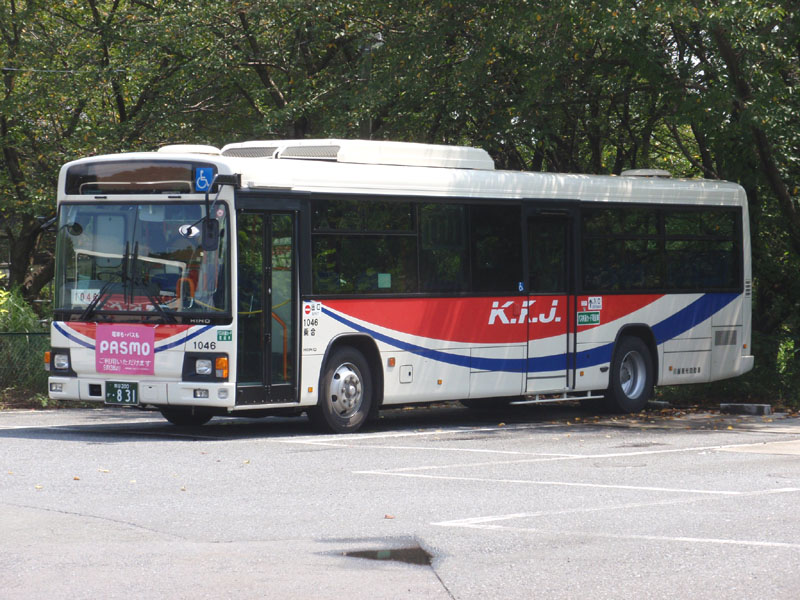
川越観光バスの路線・貸切兼用車

東武鉄道グループの川越観光バスには、2008年導入の車両にシートベルト付2人掛けの貸切兼用車（日野・ブルーリボンII）が1台増備された。外見は通常の路線車と同様で前中扉仕様である。川越観光バスでは本来中型車を中心に導入しており、大型車は混雑の激しい一部の路線専用として導入されてきた経過があったが、この車両は二人掛けシートのため、詰め込みがきかないことから同社の他大型車よりロングボディの車両となっている。また、中型車にも同様の仕様のものが存在している。

### 国際興業バス
国際興業バスには「特送車」と称する貸切兼用車が在籍する。2006年に導入したワンステップ車（6200番台・いすゞPJ-LV234L1）は特送兼用車で、優先席も含めて前向シートになり、補助席も装備されているが、国際興業バス標準塗装（ただし観光バスと同様に金色の英語ロゴを側面に表記）となっている。窓は路線車と異なり、逆T字窓ではない全引違式（メトロ窓）になっている。またこの他にいすゞ・エルガの一般路線用ワンステップバス・ノンステップバスを改造した専用車がある。これは車内の料金箱・整理券発行機を撤去しただけの改造にとどまり、座席には手が加えられていない。この特送専用車は約50台あり、池袋駅 - 椿山荘シャトルバス・通勤バス（蕨駅 - 大日本印刷蕨工場など）・Jリーグの観客輸送（浦和レッズ・大宮アルディージャ）・公営競技の観客輸送（川口オート・大宮競輪・戸田競艇）等で使用されている。

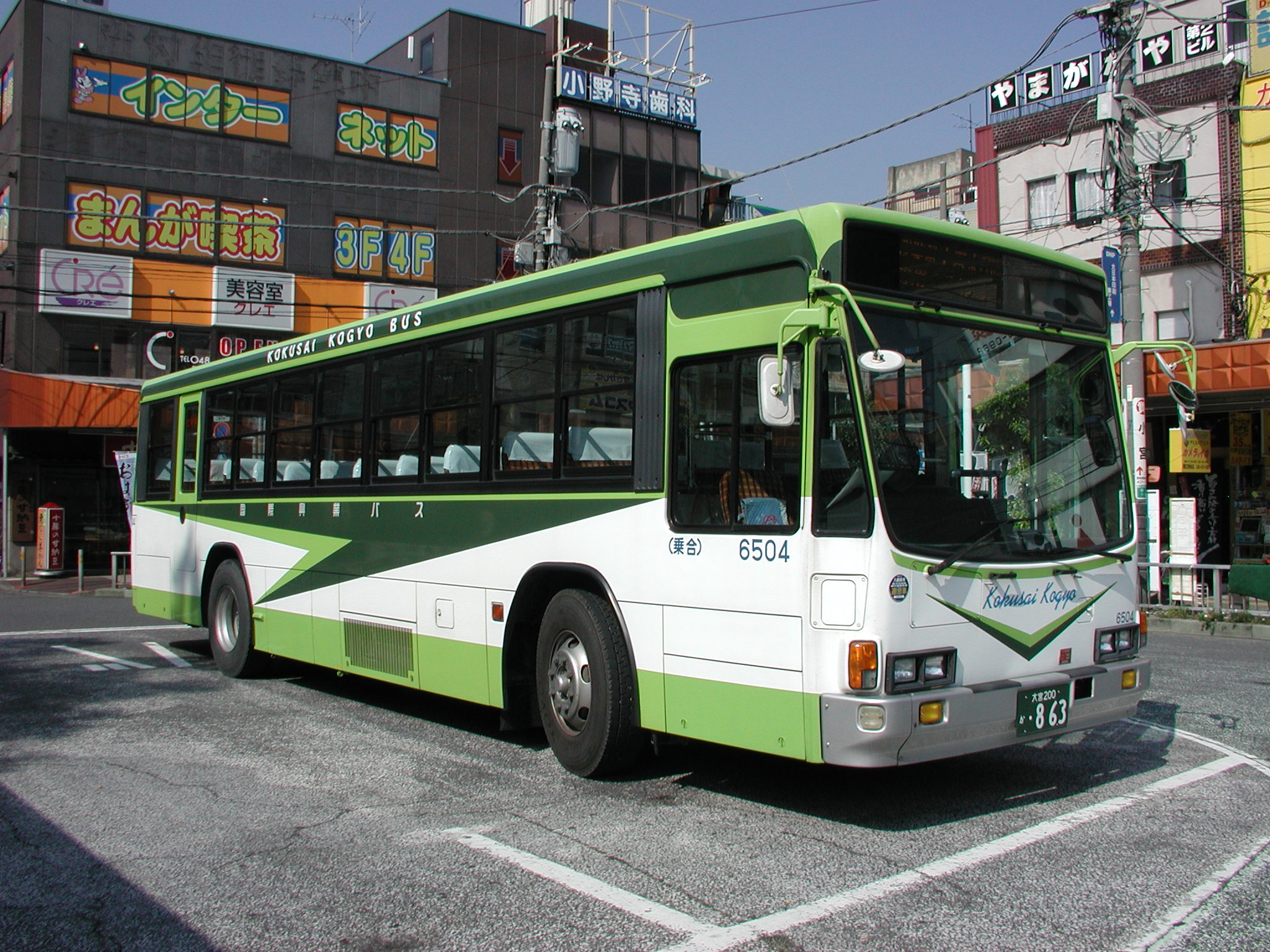
国際興業バスの路線・貸切兼用車「特送車」のうち淡路交通から移籍したもの。同車は現在岩手県交通に移籍

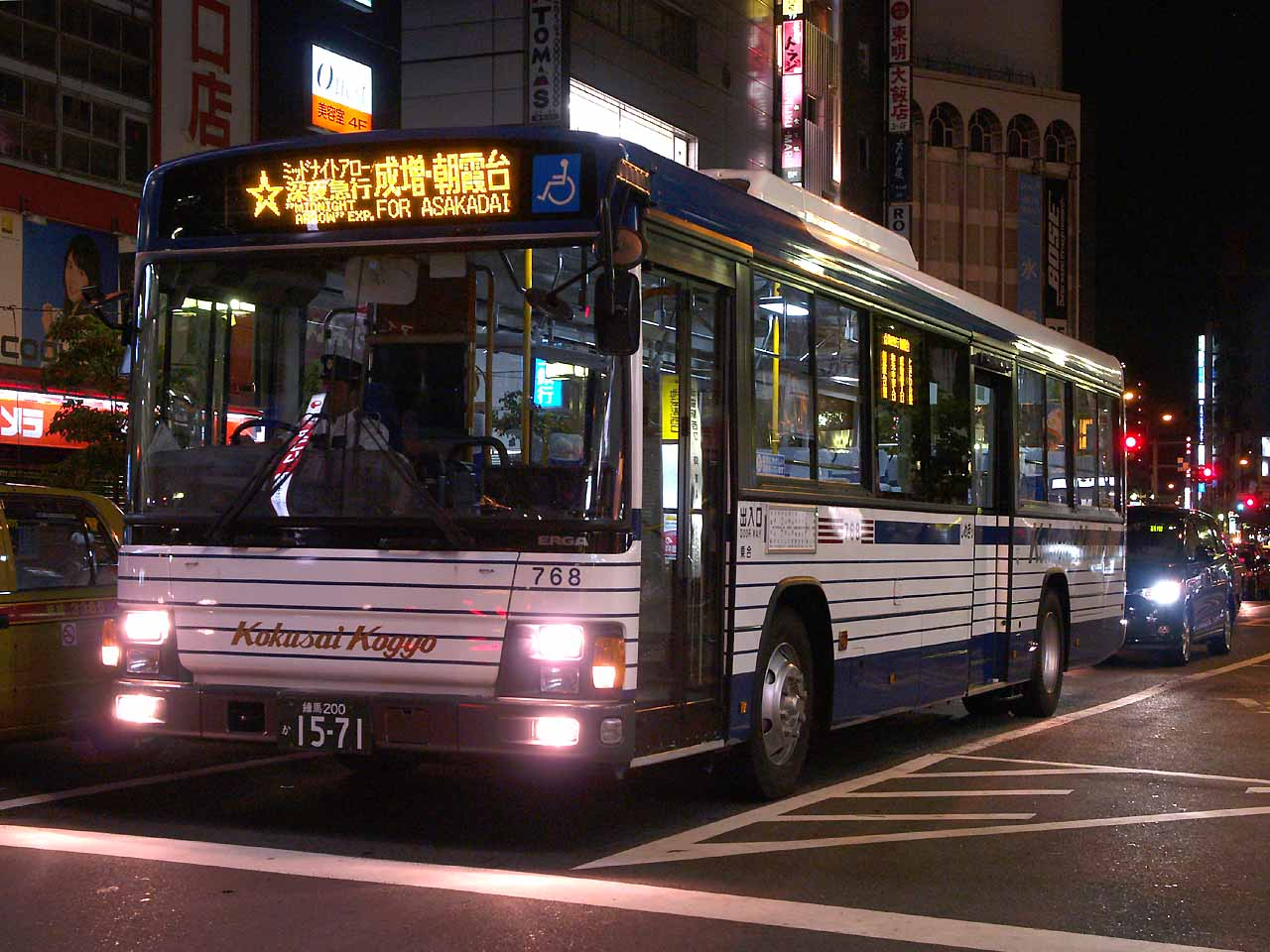
深夜急行専用車

また特送車の中でも特異なものとして、2004年に淡路交通から移籍した車両があった。この車両は塗装こそ国際興業のものに改められたが、車内は淡路交通時代のままの二人掛けシートが並び、同社で運賃表示に使用していたテレビも残される（テレビは映らないようにしていた）など、内装にはほとんど手が加えられず、運賃箱や整理券発行機も設置されなかった。同車は7台在籍し、6500番台の番号を与えられて特送専用車として使われ、2011年に除籍されて岩手県交通に5台・秋北バスに2台がそれぞれ移籍している。また、これに先立って2003年3月にも淡路交通から飯能営業所に1台が移籍している。同車は8501の車番を与えられ、当初路線バスとしての運行に必要な機材を搭載して一般路線で運用されていたが、その後これらの機材を撤去してスクールバスに転用され2009年に除籍、秋北バスへ移籍した。
2005年には深夜急行バス用にエルガワンステップ（762号車・いすゞKL-LV280Q1）が導入され、その後深夜急行バス専用車は代替の際に同様の車両（いすゞPJ-LV234Q1）を高速バス・貸切車と同様のカラーリングで採用している。
なお、1997年から2002年まで運行されていたボンネットバス「さわらび号」も、貸切用途を考慮してリクライニングシートを装備していた。

### 京浜急行電鉄（現：京浜急行バス）

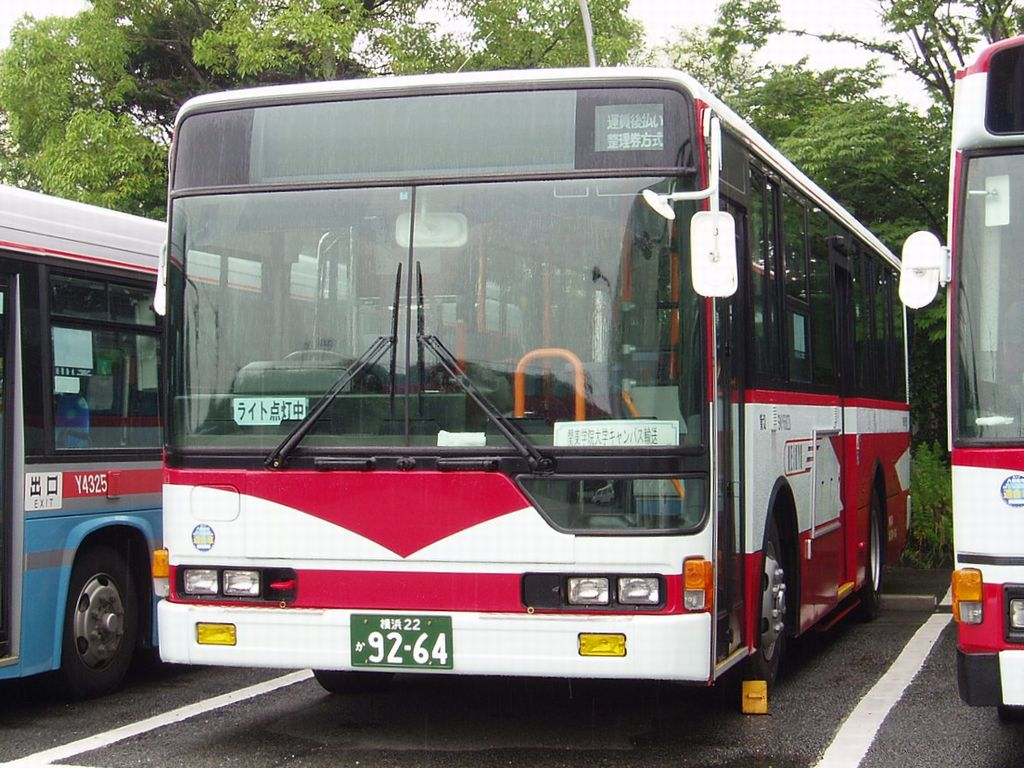
京浜急行バスの路線・貸切兼用車

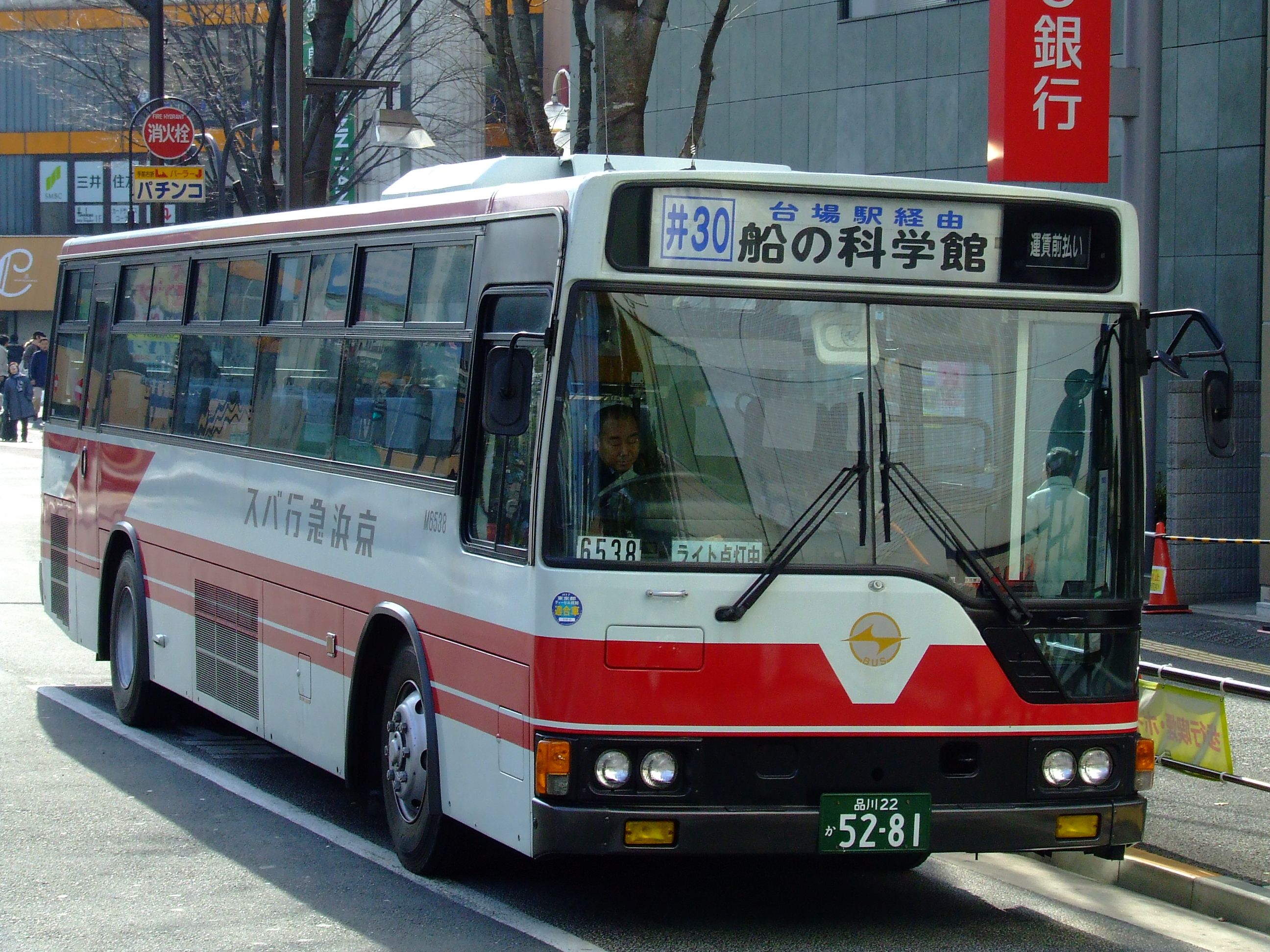
京浜急行バスの路線・高速兼用車

京浜急行電鉄（現：京浜急行バス）では、路線バスの一部の車両についてはセパレートシート・補助席を設置し、路線・貸切兼用車として導入している。京浜急行バスでは比較的早い時期からワンステップバスを導入しているが、兼用車については汎用性を重視したため、1996年まで全車標準床車での導入だった。現時点では1999年が最終増備。外観は貸切色と同じ。
このほか羽田空港兼用車も存在するが、そちらについては「路線・高速兼用車」の項を参照。

### 神奈川中央交通
| 神奈川中央交通の路線・貸切兼用車 |  | 路線・貸切兼用車の車内 |
| 神奈川中央交通の路線・貸切兼用車 |  | 路線・貸切兼用車の車内 |

神奈川中央交通では、1997年から1998年にかけて、路線バス車体ではあるものの、最後部座席を除いてリクライニングシート・補助席を装備した路線・貸切兼用車が導入された。このうち40台は2003年までスヌーピーがデザインされた「スヌーピーバス」として運行され、特に沿線の幼稚園・保育園児の遠足の際には貸切車として重用され好評を博した。それ以外にも通称「ブルーイエローバス」と呼ばれる夜行高速バスと同一色に塗られたバスが存在し、一部車両にはビデオデッキも設置されている。通常時は一般路線の運用に入ることが多いが、営業所によっては契約輸送に使用しているケースもある。また、一部車両では深夜急行バスの予備車としても使われた。
これ以外にも、1992年導入の大型路線車には通常の路線バス座席に補助席を設置した仕様の車両が存在したが、2006年に全廃となった。この補助席付車両は前中扉間の一人掛座席に補助席を設置したもので、これを展開すると全席二人掛けとなる仕組みであり、貸切使用時に活躍した。前輪のタイヤハウス部分には補助席の他に折り畳み式の足置き台を装備し、高い位置に設置された補助席でも、足を置けるように工夫されていた。
元「スヌーピーバス」を含めた1997/98年式車は排ガス規制等で2009年から退役が相次ぎ、道北バス、ジェイ・アール北海道バス、北海道中央バス等で第二の活躍をしたが、多くが経年で廃車された。

### 富士急行
| 富士急行の路線・貸切兼用車「乗合デラックス」 |  | 富士急行の路線・貸切兼用車「乗合デラックス」 |
| 富士急行の路線・貸切兼用車「乗合デラックス」 |  |                                              |

富士急行では、観光路線仕様（ハイバックシート装備の前後扉のバス）の一部を、路線・貸切兼用車として登録していた。内装は観光路線仕様とほぼ同一ながら、正面が観光バスタイプの前面になっているのが特徴であり、全営業所に導入された。なお、富士急行では高速・路線兼用車が別に存在し、社内ではそちらが「ワンロマ車」と呼ばれていたため、こちらは社内では「乗合デラックス」（略して「乗りデラ」とも）と呼ばれていた。高速・路線兼用車の登場前は、中央高速バスの応援に使用されることもあった。2002年頃に全廃されている。エンジンも高出力仕様であった。
なお、岳南鉄道でもほぼ同一仕様の路線・貸切兼用車が1台在籍したが、バス事業廃止とともに富士急静岡バスに移籍、こちらでは通常の路線バスとして登録されている。

### 静岡鉄道（現：しずてつジャストライン）
静岡鉄道では、1981年に導入の車両のうち、K-MP118Kの3台とK-MP518Nの2台を、リクライニングシート装備で導入した。前者は富士重工3Eボディのメトロ窓の前後折戸車であったが、リクライニング角度は浅く、最後部はリクライニングできなかった。主に中部国道線で使用されたが、灰皿も設置されており貸切兼用車としての使用を念頭に置いた車両であった。後者は三菱ボディで観光マスクであった。メトロ窓前後折戸で、車内は貸切車と同様のリクライニングシートが並び最後部もリクライニング可能であった。主に中部国道線などの長距離路線に使用された。2001年までに全廃された。

### 遠州鉄道
遠州鉄道では、1976年より路線・貸切兼用車を導入した。社内では「乗貸兼用車」と呼ばれたこれらの車両は、全席2列のハイバックシート・オーディオ装置を装備したほか、当時の路線車としてはまだ導入例の少なかった冷暖房を装備していた。外観上はこの当時の遠州鉄道の路線車と同じでメトロ窓・中扉2枚折戸であったが、フロントグリルは貸切車と同様のものを装備し、異彩を放っていた。また、荷物棚が最前列から最後尾まで有り、各席に灰皿と天井2ヶ所に換気扇、運転席上側に「禁煙」と「冷房中」の電光表示板が装備されていたのもこの車両の特徴である。エンジンは路線車のものと同じであった。増備末期の車両は座席シートが標準の赤一色から赤と黄色を基調にした縦縞のものに替えられた。「乗貸兼用車」も路線車と同じく日野自動車製、いすゞ自動車製、三菱ふそう製が存在した。メーカー別の特徴としては、いすゞ車は、冷房の吹き出し口ダクト部分に木目の化粧パネルが装備されていた。また三菱ふそう車は貸切車と同様に天井部分にラジオ受信用のアンテナが装備されていた。通称「ブルドッグ」の「乗貸兼用車」も存在した。尚、路線車で外観が「乗貸兼用車」と同様の車両も存在した（特に日野車に多く見られた。この車両も冷暖房車であった。ちなみに「乗貸兼用車」とこの車両との違いは、座席も含めて内装が路線車と同じであるほか、車体後面の広告は勿論であるが、側面にもペイントで車体に直接広告が書かれていたり、枠に鉄板を入れ込む形の広告が付いていた等である。「乗貸兼用車」は広告は後面のみで側面には一切無かったので、外観で容易に区別ができた）。いすゞ車はこの仕様の車両でも、冷房の吹き出し口ダクト部分に木目の化粧パネルが装備されていた。「乗貸兼用車」は平日は路線車と同じく通常の路線で使用され（決まった時刻、路線に運行されるわけでは無く、コースによる）、日曜日等の休日は主に部活動の試合や大会の時に学生が学校と試合、大会会場間の移動時に使用されたり、シャトルバスとして使用されたり等、比較的近場の移動で使用されることが多かった。貸切時は方向幕は「遠州鉄道」になっていた（一般車両同様「貸切」という方向幕が無かった）。1980年まで「乗貸兼用車」の増備が続いたが、1993年までに全車廃車となっている。

### 京阪バス
京阪バスでは過去に京都定期観光バスと一般路線との共通で使用可能なロマンスシート装備の車両を配置していたが、1990年代後半に導入を中止し、現在は在籍しない。主に大阪地区（一部京都地区/滋賀地区にも配置）に配置され、平日は一般路線で運用されていた。行楽シーズンに洛南営業所に貸し出され、定期観光バスの続行便などで運用されていた。シーズンオフには一般路線や貸切にも運用された。これらは社番の頭文字がBになっていた（現在も社番にBが表記される車両があるが、当時とは意味合いが異なる）。
なお、2014年現在では、山科営業所に上記のワンロマに近い仕様のトップドア車両（社番はHとなっている）を2台導入しているものの、この車両は主に山科急行で使用され、またその間合い運用の山科23A号経路以外の一般路線には基本的に運用しないことと、京都定期観光バスへの運用を前提としていないことから、同社ではワンロマとは称していない。

### 高槻市交通部
高槻市営バスにもワンロマが複数存在する。かつては93年式の日野U-HT3KMAA（西日本車体）が芝生営業所に所属していたほか、現在もワンステップ車の一部に、前タイヤハウス部の床を上げて2人掛け座席を設置し、全席にシートベルトを設置した車両が複数存在している。なお外観では通常の路線車と何ら変わりないので区別はつかない。

### 南海バス
こちらは例外的な一例であり、利用客の多い近距離のシャトルバス（堺シャトルなど）やコミュニティーバス（泉ヶ丘駅 - 金剛駅；狭山ニュータウン線）においてワンロマ車両を採用していた。現在ではいずれもノンステップバスに置き換えられたが、質の高い設備は、依然維持されている。
この他に系列の南海ウイングバス金岡所属の車両も含め、一部に貸切兼用のハイバックシートとシートベルトを採用した車両が存在する。また深夜急行バスにおいても専用の車両が配置されていた。一部の深夜急行バスは高速バス用の車両が用いられているが、この他に貸切兼用車と同じくハイバックシートを備えた高速対応車も配備されており、堺南港線でも同様の車両が用いられている。
これらの車両のうち、2000年まで運転された初代堺南港線（天保山線）時代には専用のラッピングをあしらった車両を導入していたが、路線休止により深夜急行バスや貸切車にコンバートされ、この車両が後の貸切兼用車・深夜急行用車に代替される形となった経緯がある。2011年にルートと停留所変更により復活した路線では当初高速バス仕様車のみが利用されたが、初代車両同様にシートベルトとハイバックシートを採用した特別仕様車（ただし初代車両と異なりラッピングは採用されていない）に半数以上が置き換えられている。
和歌山バスでも和歌山市駅 - 和歌山駅間で「和歌山シャトル」が運転されていたが、こちらは老朽化で2010年度までに一般路線と共通の車両に置き換えられたため、現存しない。

### 神姫バス
| 神姫バスの路線・貸切兼用車 |  | 高速バスカラーの車両 |
| 神姫バスの路線・貸切兼用車 |  | 高速バスカラーの車両 |

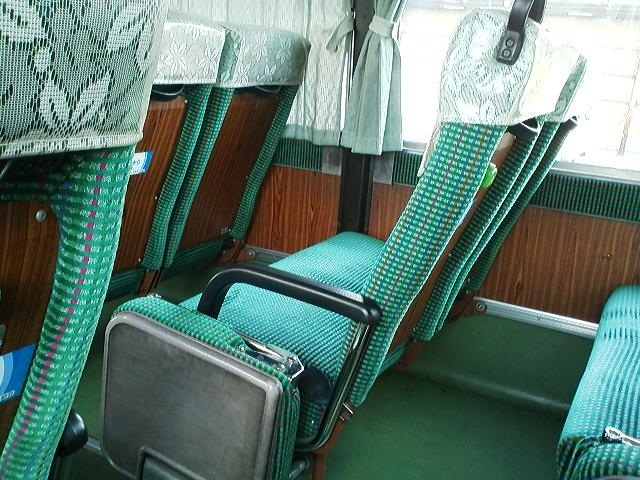
ハイバックシートと補助席

神姫バスでは三宮駅発着の路線で新神戸トンネルを経由する都市間バス（特急・急行・快速がある）に使われていた。全車ハイバックシートにシートベルトを装備する高出力車で、高速道路での運用にも対応している。MS6系をベースにした先代ワンロマ車の内装は木目調の壁紙（ドア部分は塗装）に縦ストライプ入りの緑の座席、白い天井、パイプを使った荷物棚、アルマイトサッシを剥き出しにするなど、阪急特急車6300系に似ていた。1991年〜1996年に導入されたエアロスターベースの車両33台はエアロバスに似た外観で、日焼け対策で壁紙が濃い木目調になり、カーテンは横引きとなった。1997年 - 2000年の3台はニューエアロスターにフロントガラスをオプション一枚窓とした外観になっている。最近までは、三宮から三田方面の特急、恵比須・三木方面の快速、西脇方面の急行で高速バス型の車両を補完するような形で使われていた。更に姫路方面でも姫路駅から山陽自動車道・播磨自動車道を経由し播磨科学公園都市とを結ぶ路線に相生営業所所属車が使われていた。
また、三田営業所には、補助席を装備した高速バスカラーの同型車が在籍しており、途中中国自動車道を通る美奈木台線で使われている。この車両は三田 - 三ノ宮の特急38系統で使われる事もある。更にその間合い運用にて、一般路線のフラワータウン線で使われる。
三木営業所所属の車両は西神中央駅・明石駅発着の一般路線で使われていることが多かった。一時、車両番号（4590）が加古川営業所所属になり、加古川・土山駅 - 明石駅間の一般路線を中心に、加古川営業所管内路線で使われていた（行き先幕は電動幕のまま）。加古川営業所所属後、三木営業所所属に転属した。
車内仕様が一般路線車と基本的に共通なことから、経年や自動車Nox・PM法の影響で路線車に格下げ・廃車がなされ、2018年2月以降は三田営業所の1台（4690）のみとなり、同年3月3日～21日の土日祝に3往復（神戸三宮バスターミナル ⇔ 吉川庁舎線 ）のさよなら運転を実施し、同月24日・25日にイオンモール神戸北で開催予定の「バスフェスタ」に展示し、運用を終了した。

### 長崎バス

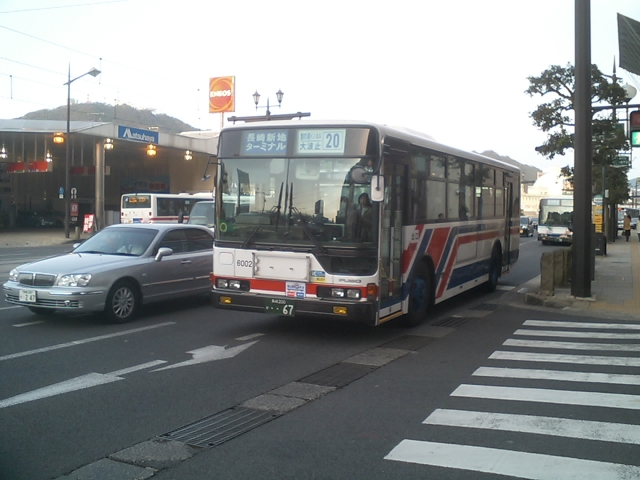
長崎バスの急行用車両。2000年導入車

長崎バスでは、1982年に10台、1984年に7台が貸切兼用車として導入された。これらの車両はハイバックシート・補助椅子を装備しており、1984年式の車両の一部は後年熊本バスに移籍して運行を続けた。
また、1980年・1983年・1984年・2000年には急行用車両が導入され、長崎 -（国道206号・西海橋経由）佐世保・長崎オランダ村・大瀬戸線などで使用されていたが、これらの急行用路線は2001年限りで全て廃止され、現在急行用車両は他の一般路線車と同じ運用に就いている。

### 那覇交通（現：那覇バス）

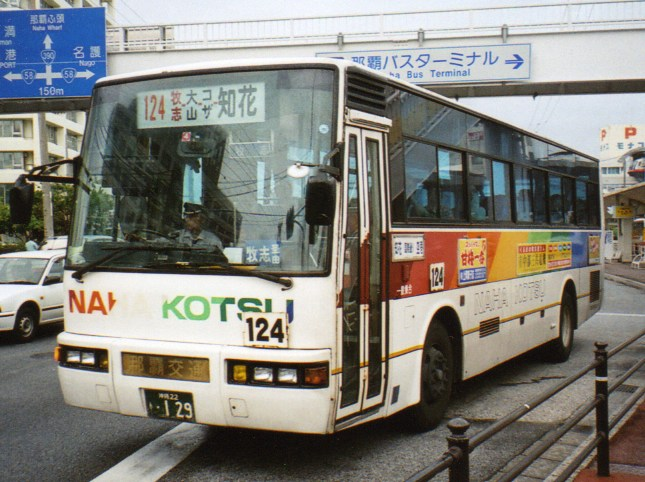
那覇交通の路線・貸切兼用車

那覇交通（現：那覇バス）では、郊外線用の車両について路線・貸切兼用車として導入した。外観上は貸切バスにかなり近いものの、フロントガラス内側に大型方向幕を装備している。もともと郊外線の車両はトップドアであったため、貸切バスにワンマン運行用の機器を付加したような位置付けであった。沖縄本島の路線バス事業者では、高速バス車両として各社似たような仕様の車両を導入しているが、那覇交通では貸切兼用という位置付けでの導入であったことが特徴。現在は貸切バス仕業に入ることはなく、もっぱら高速バス車両として使用されている。

### その他
帝産湖南交通や鹿児島交通、近鉄バス、呉市交通局など、一部事業者にも導入されている。

## 路線・高速兼用車
| 路線・高速兼用車（京王帝都電鉄） |  | 路線・高速兼用車（富士急行） |
| 路線・高速兼用車（京王帝都電鉄） |  | 路線・高速兼用車（富士急行） |

平日は路線バスの需要が多いため路線バスとして使用し、休日は高速バスの需要が多くなるために、車両の有効活用の方法として考案された仕様である。貸切バスは必ずしも高速道路を走行するとは限らないことから考えても、全く異なる走行条件の車両を兼用させた例は少なく、ワンロマ車の中でも特殊な部類に位置付けられる。
- 沖縄本島の高速バスは、設備面では全く一般路線バスと同様の路線バス用機器を有するリクライニングシート装備車であるが、もともと明確な区別がされているわけではなく、一般路線の一部系統が沖縄自動車道経由であるという位置付けに近い（このため、一般路線車も高速バスで使用されることがある）ため、このカテゴリには該当しない。
- 路線バスのシャーシを利用して、内装を高速車と同様の仕様にしたバスを導入し、高速バスに使用しているバス事業者も存在するが、この場合はあくまで位置付けが「高速車」となっており、一般路線バスの運用に入ることは考えていないため、ワンロマ車には含まれない。

時期波動の大きい中央高速バス富士五湖線を運行する京王帝都電鉄（現：京王電鉄バス）・富士急行で数次に分けて導入していたが、100kmを超える距離を走る高速バスと路線バスの兼用としてまとまった台数を導入した例は他にはほとんどない。
京王帝都電鉄・富士急行のワンロマ車については、「中央高速バス#高速・路線兼用車「ワンロマ」」に詳述されているため、ここではそれ以外の導入例について述べる。

### 京王バス東（現：京王バス）
深夜急行バス向けに4台、調布営業所に配置されている。

### 京浜急行電鉄（現：京浜急行バス）
京浜急行電鉄（現：京浜急行バス）では、横浜駅 - 羽田空港線に使用される車両の一部車両を前中扉の路線バス車体で増備した。ハイバックシートを装備し、一般路線にも使用できる仕様となっている。導入当初は横浜駅 - 羽田空港線専用だったが、その後一般路線での運用がメインとなっている。1996年以降は増備されていない。大森に配置された車両は大井町 - お台場（船の科学館）など首都高速湾岸線を経由する路線を主な活躍の場としているが、専用塗色（赤・白）ではなく汎用塗色（銀・水色・赤）の車両が使用されることも多くなってきている。補助席付きの汎用塗色車は逗葉・鎌倉地区でも運行されていた。

### 川崎鶴見臨港バス
川崎鶴見臨港バスでは、浮島・小島地区と東扇島地区 - 横浜駅（YCAT）を結ぶ高速路線と、川崎駅 - 浮島橋を結ぶ一般路線用に前中扉・ワンステップの路線バス車体で導入、運用していた。車種はいすゞ・エルガで、塗装は現行の高速・リムジン路線車や貸切車と同じく白色地に赤色、青色の楕円形が入り、「Rinko」のロゴが付く。座席は2人掛けハイバックシートが並ぶが、公式側の中扉に隣接する座席は1人掛けの折り畳み座席となっており、車椅子乗車時に車椅子スペースとなるほか、この部分のみ吊革が設置されている。当初は浜川崎営業所の配置であったが、2011年に担当路線が神明町営業所に移管された後、2021年に塩浜営業所に移管されたため、現在は全車両が塩浜営業所に配置されている。当初は前述の通り東扇島・浮島方面に使用されていたが、現在は大半の車両が特定輸送用に転用されている。浮島橋発着路線にも使用されるものの、充当されることはごく稀となっている。

### 西東京バス
深夜急行バス向けに青梅営業所に配置されている。

### 静岡鉄道（現：しずてつジャストライン）

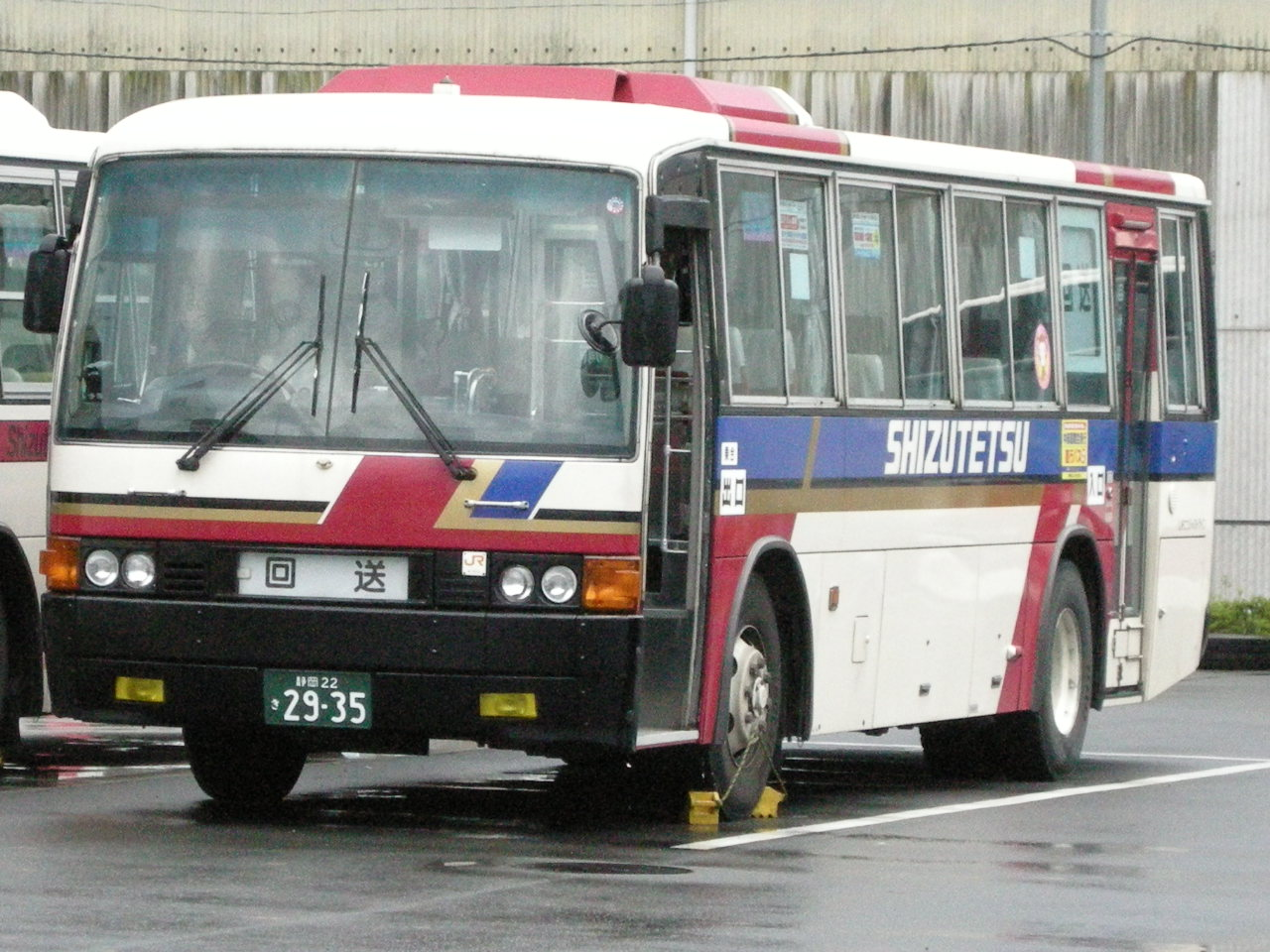
しずてつジャストラインの路線・高速兼用車（写真の車両は廃車済）

静岡鉄道では、特急静岡御前崎線の予備車として、三菱エアロスター（U-MP618M・U-MP618P）前後扉の車両の一部を路線貸切兼用車として1995年に導入した。先に神姫バスで導入されたものと同型車であるが、後ろ扉は引戸ではなく折戸となっているのが特徴である。この後ろ折戸はエアロスター標準仕様のため、フラッシュサーフェイス化されている前折戸とは異なり、車体側面と段差が生じている。競輪輸送にも使用されるなど高速道路を経由する機会も多いため、車内はシートベルト付ハイバックシートが並ぶ。岡部・相良に各2台、浜岡に4台が配置されていたが、2020年12月に岡部と相良の車両が廃車された。残る浜岡の4台は中部電力・東芝エネルギーシステムズなどの従業員輸送に主に使用されている。

### 遠州鉄道
遠州鉄道では、浜松 - 静岡の高速バス路線車両として、1984年に路線・高速兼用車を1台導入した。これは、日野の観光バスシャーシ（日野P-RU637AA改）に富士重工の5E型車体を架装したもので「高速バスの足回りを持った路線車」という点で、京王・富士急行とは逆の組み合わせの仕様であった。標準床ということで、高速車両としては物足りない設備であったことから、数年で高速車としては使用されなくなった。また、高速車ということで座席定員確保を考えたために、中扉は2枚折戸となっていたが、既に4枚折戸が標準となっていた遠州鉄道路線車の中では使いづらいものとなり、1995年に廃車された。なお、浜松 - 静岡の高速バス路線についても、1994年3月31日限りで廃止となっている。

### 名鉄バス

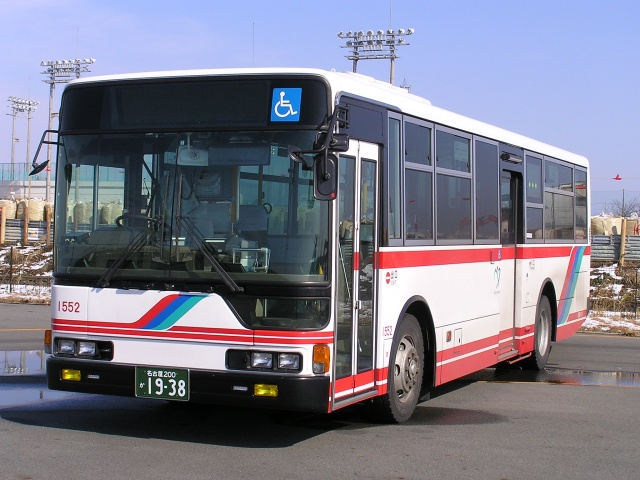
名鉄バスの路線・高速兼用車

名鉄バスでは、名古屋長島温泉線の予備車として、2005年に導入したワンステップバス1台を転属配置している。これは同路線を担当する津島営業所には専用車両が5台しか配置されていないことから、多客時や車両故障時などの代走用として用意しているものである。しかしながらワンステップの路線バスである上、多客時には他の営業所から高速用車両での応援もあるため、同車が高速道路を走行することは稀である。普段は一般路線の予備車や貸切輸送、教習車などに使われている。
その他、各営業所に数台ETCとシートベルト付きの一般・高速兼用車が配置されている。例としては豊田営業所のブルーリボンⅡ（車番1738・1747・1820）がある。繁忙期の空港続行便などで高速を走行する事がある。

### 三重交通

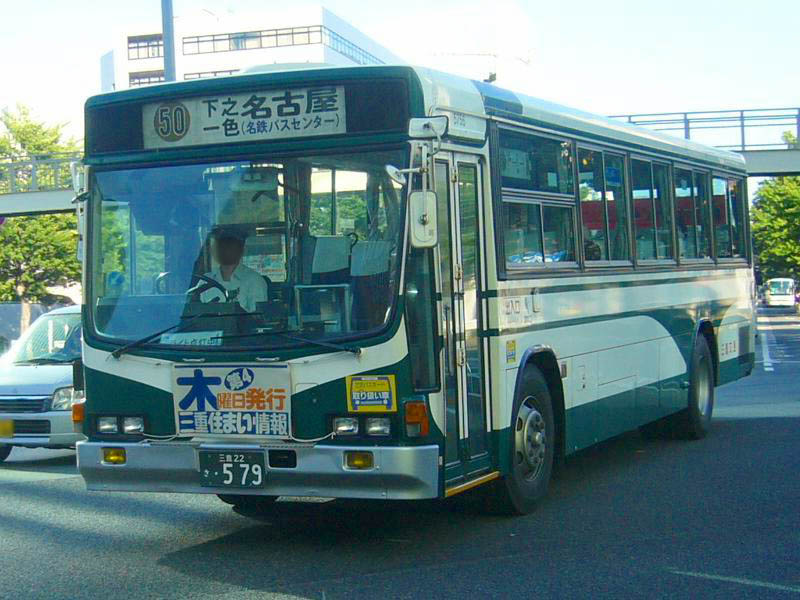
三重交通のB特急車

三重交通では、高速バス車両をA特急車、トップドア路線バス車をB特急車と社内で呼称しており、B特急車は主にスクールバスなどの契約輸送や、名古屋市内の路線バス、観光路線などで使われている。三重交通の名古屋市内の路線バスは全て桑名営業所の担当で、名古屋桑名間の路線バスで車両が送り込まれるが、運用の都合によっては、B特急車が東名阪経由の高速バスで桑名から名古屋へ車両が送り込まれる場合もある。
なおB特急車は使用車種規制や、バリアフリー法の影響で廃車や桑名からの転出が進み、三重交通の名古屋市内の路線バスは高速バスの間合いのA特急車や、一般路線車で運転されるケースが増え、B特急車が高速バスとして走るケースは少数となっている。

### 近江鉄道
近江鉄道では、大津立命館線用として2008年に購入した。
同路線はもともと、ほかの兼用車で運行されていたが、専用車を投入したもの。
同社直近の兼用車と比較して、補助席付の着席重視仕様となり、それに伴い窓がT字窓に変更されている。
また、この車両に関しては専用車となってはいるものの、運用がない時は一般路線にも入る。

### 京都京阪バス
京都京阪バスでは、京阪宇治バス時代の2008年4月1日運行開始の立命館大学（BKC）線（京阪中書島 - 立命館大学びわこ・くさつキャンパスで運行）向けに日野自動車製ブルーリボンIIを2台導入している。大学開校日の平日と土曜日は同路線で使用することから椅子を多くしているが、ハイバックシートではなく路線バスタイプの両側2人掛けである（ただし高速道路を走行する路線で使用することと貸切運用を考慮して補助座席が設置されている）。また外観は窓が横引きの開閉式メトロ窓となっている以外は一般路線バス車両と大差がない。このため上記の遠州鉄道の車両のケースと類似したもの、つまり「広義のワンロマ」となっている。
2008年3月より臨時シャトルバス「源氏物語シャトルバス」で先行使用を開始し、その後一般路線バスでの先行使用を経て立命館大学（BKC）線での運行を開始した。運行日は上記の短距離直通バスを中心に、休日や平日・土曜日の運休日は貸切や一般路線で使用される。また、運行日であっても運行終了前後や予備車が貸切や一般路線で使用される場合もある。ワンロマでは2009年現在では少数派であるワンステップバスである。なお2008年9月に側面非公式側運転席窓下および入口窓ガラスに京阪グループロゴを貼り付けた。また同年9月14日開催のスルッとKANSAIバスまつりにワンロマ車としては初めて同イベントに展示を行った。
2009年4月1日改正で共同運行の京阪京都交通に合わせたグレードのバス車両（貸切より転用）導入に伴い、ダイヤ上その車両が運用できない便や転用車の代走程度しか運用されなくなったが、2010年のダイヤ改正で朝ラッシュ時8時台の京阪中書島発が各社2台使用の続行ダイヤになった関係から再び頻繁に走行するようになった。
2台とも大阪府流入車規制の適合車となっているため、貸切運用時には大阪府下で乗降を取り扱うことが可能である。